# Waleri Nikolajewitsch Jardy

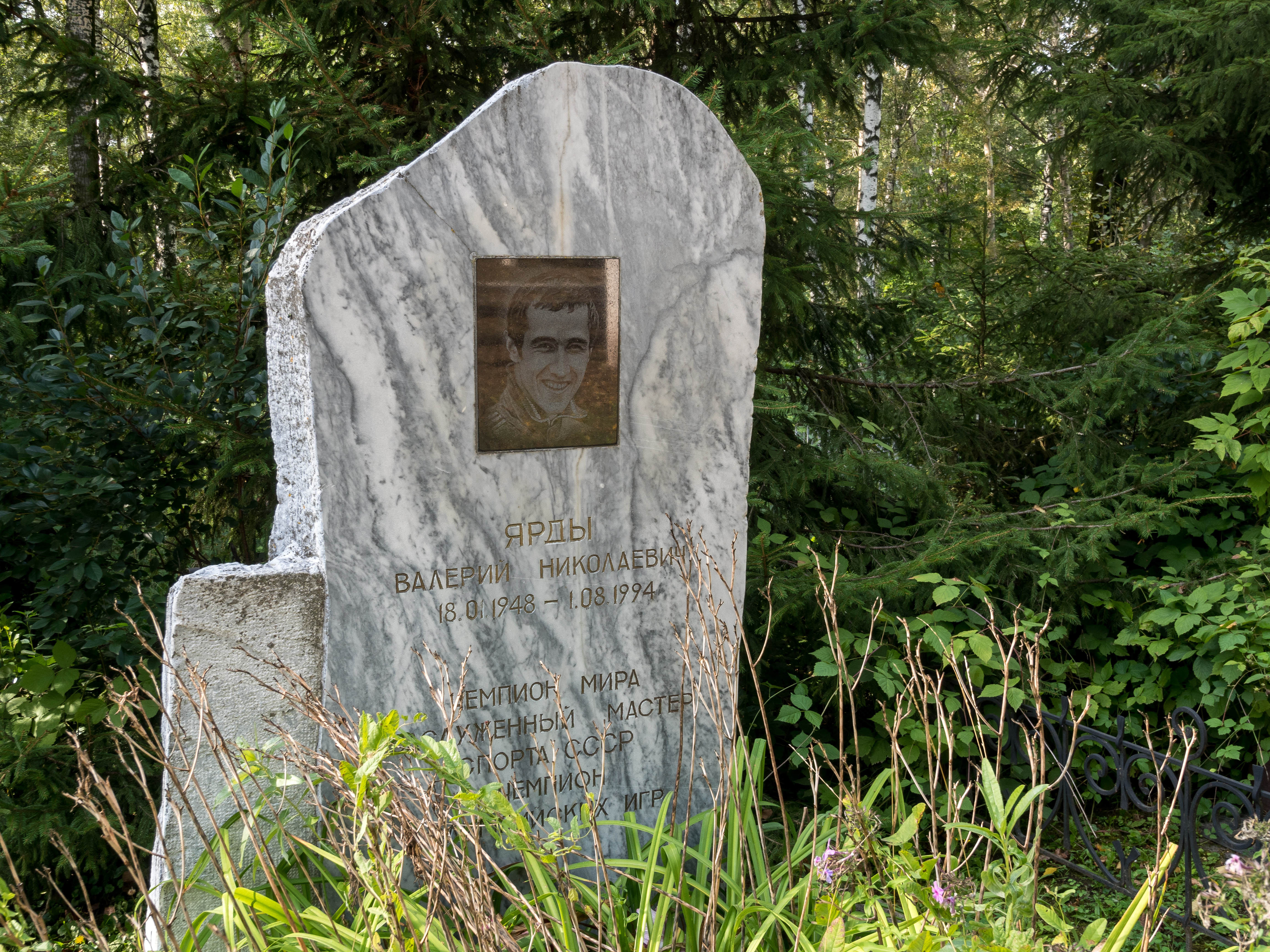
Grab von Waleri Nikolajewitsch Jardy

Waleri Nikolajewitsch Jardy (russisch Валерий Николаевич Ярды; * 18. Januar 1948 in Brenyaschi; † 1. August 1994 in Tscheboksary) war ein sowjetischer Radrennfahrer und Olympiasieger im Radsport.

## Sportliche Laufbahn
Jardy (auch Yardy) begann im Alter von 12 Jahren mit dem Radsport. 1972 wurde er Olympiasieger im Mannschaftszeitfahren mit der Auswahl der Sowjetunion (mit Boris Schuchow, Waleri Lichatschow und Gennadi Komnatow) bei den Olympischen Sommerspielen in München, im Straßenrennen schied er aus. Bereits bei den Olympischen Sommerspielen 1968 in Mexiko-Stadt war er mit dem sowjetischen Vierer im Mannschaftszeitfahren am Start. Dieser belegte damals den 9. Platz und Jardy wurde 17. im Straßenrennen.
Bei den UCI-Straßen-Weltmeisterschaften 1970 gewann er mit seinem Team den Titel im Mannschaftszeitfahren (mit Jardy, Lichatschow und Wladimir Sokolow), 1973 dann die Silbermedaille. 1970 gewann er das Etappenrennen Grand-Prix François Faber. 1969 und 1972 wurde er sowjetischer Meister im Mannschaftszeitfahren.

## Ehrungen
Eine der Straßen der Stadt Tscheboksary und die dortige Sportschule wurden nach ihm benannt.